# Ordine della Regina di Saba
L'Ordine della Regina di Saba fu un ordine cavalleresco dell'impero etiope.

## Storia
L'ordine venne creato nel 1922 dall'imperatrice Zewditu I per commemorare la figura della Regina di Saba, che unendosi col re Salomone avrebbe dato origine al popolo etiope. Era esclusivamente femminile in origine e destinato a ricompensare quelle donne che si fossero distinte nella società e a favore dello stato etiope. Successivamente, venne aperto anche agli uomini.

## Classi
L'Ordine disponeva delle seguenti classi di benemerenza:
- Collare (riservato unicamente ai membri della famiglia reale)
- Cavaliere/Dama di Gran Croce
- Grand'Ufficiale
- Commendatore/Dama di Commenda
- Ufficiale
- Cavaliere/Dama

## Insegne
- La medaglia è costituita da una stella di Davide pomata al centro della quale sta una stella a tre punte sopra la quale si trova il profilo della Regina di Saba rivolto verso destra. Sopra tutto sta la corona imperiale etiope stilizzata. La decorazione è integralmente in oro.
- La placca è costituita da una stella di Davide pomata al centro della quale sta una stella a tre punte sopra la quale si trova il profilo della Regina di Saba rivolto verso destra. Dietro la stella sta un cartiglio con iscrizioni disposto a trifoglio che segue le linee della stella corredato da decorazioni. La placca è integralmente in oro.
- Il nastro dell'Ordine è viola bordato di verde scuro.

## Persone che hanno ricevuto l'Ordine della Regina di Saba
- Imperatrice Michiko
- Regina Norodom Monineath